# 스티브 깁슨 (기업인)
스티브 깁슨(Steve Gibson, 1958년 ~ )은 영국의 기업인이자 풋볼 리그 챔피언십의 미들즈브러 FC의 구단주로, 재산은 1억 1200만 파운드로 2008년 《선데이 타임즈》의 영국에서 216위 부자이다.
미들즈브러 출생으로, 1981년 아버지로부터 1000파운드를 대출해 처음으로 회사를 세워 마이클 오닐 깁슨과 공동 소유하게 되었다.
1993년부터 미들즈브러 FC의 주식을 사들여 현재 90%를 소유하고 있으며, 1995년 리버사이드 경기장을 세우고 2005년 유럽에서 두 번째로 큰 클럽 경기인 UEFA컵의 결승전까지 도달시켰다.